# Цветни революции
Цветни революции или Революции на цветята най-често се наричат серия от масови улични безредици и протести на населението, които са се развивали в някои общества в бившите съветски републики и на Балканите през първата половина на XXI век. Този термин се използва и за други многобройни революции по света, включително и Близкия изток. Някои от изследователите на тези движения ги сравняват с революционна вълна, произхода на която може да се проследи до Жълтата революция през 1986 г. във Филипините.
Цветните революции са известни с важната роля на неправителствени организации (НПО), както и с участието на студентски активисти, които организирали креативна ненасилствена съпротива.

## Характерни черти на „цветните“ революции
- Революциите са под формата на масови митинги, демонстрации и стачки, които се провеждат от опозициите, които губят в проведени избори. В тези случаи опозициите утвърждават, че са допуснати нарушения спрямо изборното законодателство противоречащи с волята на народа. Масовите протести водят или до повторно гласуване (Украйна), или до превземането от тълпата на сградите на властта чрез сила (Югославия, Грузия, Киргизстан) и бягство на ръководителите на държавите при нови проведени избори. И в двата случая опозицията идва на власт.
- Революцията преминава под антикорупционни и радикалнодемократични лозунги. Ключови са идеите за народния суверенитет на Русо, където народът (съзнателно излезли на улицата граждани) се противопоставя на манипулираната от режима маса.
- Революциите предшестват формирането на младежки организации (Пора, Отпор и т.н.), които образуват т.нар. „полеви отряди на революциите“.
- Революцията носи подчертано безкръвен характер, което се явява като отзвук на движенията хипитата и на Ганди, които раздават на полицаите цветя (flower power). Оттук идва и характерният символ на революциите – неагресивен цвят (да не е черен или червен) или цвете.
- Решаваща роля в успеха на революциите играе сдържаността на силовите структури („недопускането на проливането на кръв“).

Някои от тези движения са били успешни като например:
- В Сърбия – Булдозерната революция през 2000 г.
- В Грузия – Революцията на розите през 2003 г.
- В Украйна – Оранжевата революция през 2004 г.
- В Киргизстан – Революцията на лалетата от 2005 г.

Разпространена е и гледната точка, че Революцията на лалетата в Киргизстан също е била цветна революция, макар че тя не се поддържа от всички. Американският експерт по въпросите на демократизация в бившия СССР Майкъл Макфаул смята, че случилото се в Киргизстан не може да се нарече цветна революция.

## Посткомунистически страни
- Революцията от 5 октомври 2000 г. води до падането на Слободан Милошевич. Манифестациите по това време се определят от мнозина като първия пример за мирни революции, които са последвали. Все пак сърбите приемат подход вече използван по времето на парламентарните избори в Словакия през 1998 г. и в Хърватия през 2000 г. Този подход се характеризира с важна обществена мобилност за гласуването и обединението на политическата опозиция. Протестиращите не приемат определен цвят или цвете за специален символ, но лозунгът „Готов“ става символ на изпълнената задача. Демонстриращите се подкрепят от младежкото движение „Отпор“.
- Революцията на розите в Грузия се провежда след оспорваните избори през 2003 г. довели до падането на Едуард Шеварднадзе и заместването му с Михаил Саакашвили, след проведените нови избори през март 2004 г. Тази революция се подкрепя от движението на гражданска устойчивост Кмара.
- Оранжевата революция в Украйна се провежда след оспорвания втори тур на президентските избори от 2004 г. и води до анулиране на резултата и второ гласуване. Лидерът на опозицията Виктор Юшченко е избран за президент. Оранжевата революция е подкрепена от младежкото движение „Пора“.
- Революцията на лалетата е по-ожесточена от предходните, провежда се след парламентарните избори в Киргизстан през 2005 г. Протестиращите от различните региони приемат различни цветове за своя протест (розово и жълто). Тази революция е подкрепена от движението за съпротива на младите келки.
- В Молдова след победата на Комунистическата партия на проведените на 7 април 2009 г. парламентарни избори, опозицията обвинява партията в измама и призовава населението на бунт. Безредиците избухват с най-голяма сила в столицата Кишинев. Протестантите организират масови демонстрации, опожаряват парламента и дори прокламират обединяването на страната със съседна Румъния. Тази революция се считаот някои наблюдатели като неуспешен опит за цветна революция.
- В Русия по време на общите избори през 2011 г. се провежда разследване срещу организацията „Голос“, обвинена в нелегално публикуване на анкети непосредствено преди гласуването, като по този начин е оказала влияние върху решението на избирателите. Тази организация, основана през 2000 г., е пряко финансирана от Джордж Сорос с посредничеството на фондация „Отворено общество“ и Националния демократичен институт.

Редица средства за масова информация и други авторитетни източници, включително президенти на републики, разширяват още повече списъка на тези революции:
- 1987 – първата Жасминова революция в Тунис
- 1989 – Нежната революция в Чехословакия и аналогичните ѝ „нежни революции“ в други страни от Източна Европа
- 2003 – Революцията на розите в Грузия
- 2004 – Оранжевата революция в Украйна
- 2005 – Революцията на лалетата в Киргизстан
- 2006 – Опит за цветна революция в Беларус
- 2008 – Опит за цветна революция в Армения[4]
- 2009 – Цветна революция в Молдова, която води до загуба на мнозинството на комунистическата партия в парламента.[5]
- 2010 – Втора революция в Киргизстан (Народна Революция в Киргизстан от 2010)
- 2010 – 2011 – Втора Жасминена революция в Тунис, според мнението на някои политолози – също цветна революция.[6][7][8] в Тунис, по мнението на някои политолози извън Русия, също цветна[9]
- 2011 – Динената революция (или още туитърна, младежка, курортна, пирамидна и т.н.)[10][11][12][13][14][15][16] в Египет, също така наричана от редица аналитици цветна[17][18][19][20][21] (т.е. цветните революции, които са обхванали сега и страните от Арабския свят).

## Заимстване на името в Близкия Изток
Различни събития, възникнали в Близкия Изток, а не в бивши комунистически държави понякога са описвани като цветни революции и дори причислявани към тях, главно заради общото си название. Въпреки това, тези движения са коренно различни от цветните революции, описани в историята, и всякаква връзка с тях трудно би се доказала.
- Революцията на Кедъра в Ливан. За разлика от революциите в Източна Европа и Централна Азия, тази революция не се провежда вследствие на оспорвани избори, а като реакция на убийството на лидера на опозицията Рафик Харири през 2005 г. Участниците в революцията не се борят за анулиране на изборите, а настояват за оттеглянето на сирийските военни групи от страната. Въпреки всичко протестантите използват методи, които приличат в голяма степен на тези, прилагани от участниците в цветните революции, което става причина пресата и коментаторите да ги причислят към цветните революции. Ливанският кедър е символ на държавата, откъдето и идва името на революцията, а мирните протестанти използвали червения и белия цвят от Ливанското знаме.
- Названието „Алена революция“ е използвано за първи път от оптимистично настроени американски коментатори и заимствано по-късно от американския президент Джордж Уокър Буш, за да опише „демокрацията в действие“ в Ирак след общите избори през 2005 г. Това определение не идва случайно, а цели да покаже връзката на движението с Оранжевата революция и Революцията на Розите. Въпреки това името не се налага нито в Съединените щати, нито в Ирак или в друга страна по света. Името е вдъхновено от цвета на мастилото, с което се поставя печат на показалеца на гласуващите, с цел да се избегне измама.
- Някои кувейтци наричат манифестациите в Кувейт през 2005 г., целящи жените да придобият право да гласуват, Синя революция. Името идва от избрания от манифестантите цвят. През март същата година правителството отстъпва пред исканията на революционерите и дава право на жените да гласуват на парламентарните избори през 2007 г.
- Зелена революция журналисти наричат многото кръвопролитни манифестации в Иран през юли 2009 г., които се провеждат след оспорваното преизбиране на иранския президент Махмуд Ахмадинеджад.

## Фактори за въздействие

### Анти-комунистическите революции
Мнозина са цитирали въздействието на революциите, сложили край на комунистическия режим за периода от края на 1980 – началото на 1990 г., по-специално Нежната революция в Прага. Мирна демонстрация на студенти (предимно от Карловия университет), нападнати от полицията, е допринесла за падането на комунистическия режим в Чехословакия.

### Студентски движения
Първото студентско движение, наречено „Отпор“ се провежда в Сърбия през 1998 г. по инициатива на Белградския университет срещу политиката на Милошевич по време на войната в Косово. Голям брой от манифестантите биват арестувани или малтретирани от силите на полицията. Въпреки това по време на предизборната кампания през септември 2000 г., Отпор организира движението „Gotov je“, което отприщва гражданското недоволство спрямо водената от Милошевич политика и става причина за неговото отстраняване от власт.
Членовете на Отпор вдъхновяват и привличат на своя страна привърженици на различни студентски организации, измежду които Кмара в Грузия, Пора в Украйна, ЗУБР в Беларус, и MJAFT („Стига“) в Албания. Тези групировки методично и последователно следват една ненасилствена борба, както е описано и възхвалявано в записките на Джин Шарп. Организираните от Отпор масови манифестации допринасят в голяма степен за успеха на протестите в Сърбия, Грузия, и Украйна. Те всички избират като свой символ определен цвят и използват методи, различаващи ги от авторитарните лидери на власт.

### Фондация Сорос и американското въздействие
- Представителите и подръжници на авторитарни режими често говорят за връзка между уличните протести със стипендиите, отпускани от такива фондации, като „Отворено общество“ на Дж. Сорос, Харвардския университет, института на Алберт Айнщайн, Международния републикански институт и Националния демократически институт (САЩ), Международния институт за стратегически изследвания в Лондон и т.н. През април 2006 г., отговаряйки на въпроси на вестник „Московские новости“,[22] А. И. Солженицин заявява:

„НАТО методично и настойчиво развива своя военен апарат – към Източна Европа и на юг от континентална Русия. Също така открито поддръжка материално и идеологически цветните революции, и парадоксално се внедрява Северо-атлантическите интереси в Централна Азия.“
- Проамериканската политика след революциите – даже дори ако смятаме, че преки действия от страна на САЩ, във вид на парична помощ е нямало, е сложно да се отрича факта, че след цветните революции политическия курс се превръща в подчертано проамерикански, понякога построен върху антируска риторика. На свой ред САЩ открито поддържат тези режими. Най-ярки представители на такава политика са Грузия и Украйна. Като се имат предвид силните икономически връзки с Руската Федерация, особено на Украйна, често се стига до проблеми в търговските отношения, които довеждат до влошаване на икономическото положение в тези страни.

## Сходни движения в други страни
- В Русия движението „Оборона“ (Отбрана) е сформирано по модел на движението Отпор.
- В Беларус през 2006 г. движението ЗУБР цели да събори политическия режим на Александър Лукаченко. Резултатът не е успешен, въпреки че са прилагани всички методи на цветните революции – селища от палатки, пропагандни брошури и други. Най-вероятно опозицията е станала жертва на своята репутация на подкупна и ръководена от чуждестранни интереси организация.

## Реакции и полемика
Виртуалното информационно пространство Резо Волтер (Мрежата Волтер) публикува статия на Джон Лафланд, появила се по-рано и в британския ежедневник Гардиан, в която се твърди, че цветните революции са ръководени от разстояние от неоконсервативни влияния, което ги включва в една обща стратегия за манипулиране и световна доминация.
Изготвена е стратегия за предотвратяване на всякакви опити от страна на Съединените щати да създадат движения, основани върху теориите на Джин Шарп. В основата на тази идея стои създаването на сходна структура, привличаща и канализираща основната идея, която служи за привличане на про-западните активисти (недоволни студенти и други), но този път в полза на правителството. Първият опит за това е създаването на оранизация-двойник на Келкел, която не бележи значителен успех.
По късно, през 2005 г. в Приднестровието Димитри Соин – бивш офицер от висш ранг, работил за тайните служби – създава движението Прорив („Пробив“), чиито членове носят черни тениски с надпис „Прорив“, в подкрепа на режима.
От април 2005 г. руското движение „Наши“ прилага същата стратегия и успява да мобилизира русофобско-настроената младеж в Естония.